# 워치타워성서책자협회

워치타워성서책자협회(영어: Watch Tower Bible and Tract Society of Pennsylvania)는 여호와의 증인에 의해 운영되는 법인이다.